# 波城
波城（法語發音：[po]，贝阿恩方言发音：[paw] ⓘ），法国西南部城市，新阿基坦大区大西洋比利牛斯省的一个市镇，同时也是该省的省会，下辖波城区，其市镇面积为31.52平方公里，2022年1月1日时人口数量为78,620人，在法国市镇中排名第64位。
波城位于大西洋比利牛斯省东部，市中心位于波河右岸，是法国西南部的区域中心城市之一，能源工业是当地重要的经济支柱，其附近区域拥有多家跨国能源企业；波城也是一个区域性的交通枢纽，多条铁路和公路在此交汇，当地建有民用机场，开行直达巴黎的固定航班。
波城是法国艺术与历史之城，为法国历史上贝阿恩行省的首府，因温泉和山地自然风光而成为重要的旅游城市，法国诗人拉马丁曾发出“看山至波城，看海至那不勒斯”的感叹。
波城也是一座科教和体育城市，波城大学是法国的一所公立综合大学，当地的篮球和橄榄球俱乐部均屡次获得该项目的法国冠军，波城足球俱乐部也自2020年起参加法国足球乙级联赛，成为职业球队。
波城也是現今統治瑞典的王室——贝尔纳多特王朝的發源地，其首代君主让-巴蒂斯特·贝尔纳多特（卡爾十四世·約翰）即出生於該城。

## 地名来源
“波城”一名来源于长桥平原，“波”在贝阿恩方言中写作，带有“平原”之意，后逐渐衍变成为。
“波城”的法语原名本身并不含有“城市”之意，“城”也并非法国行政区划单位。

## 历史

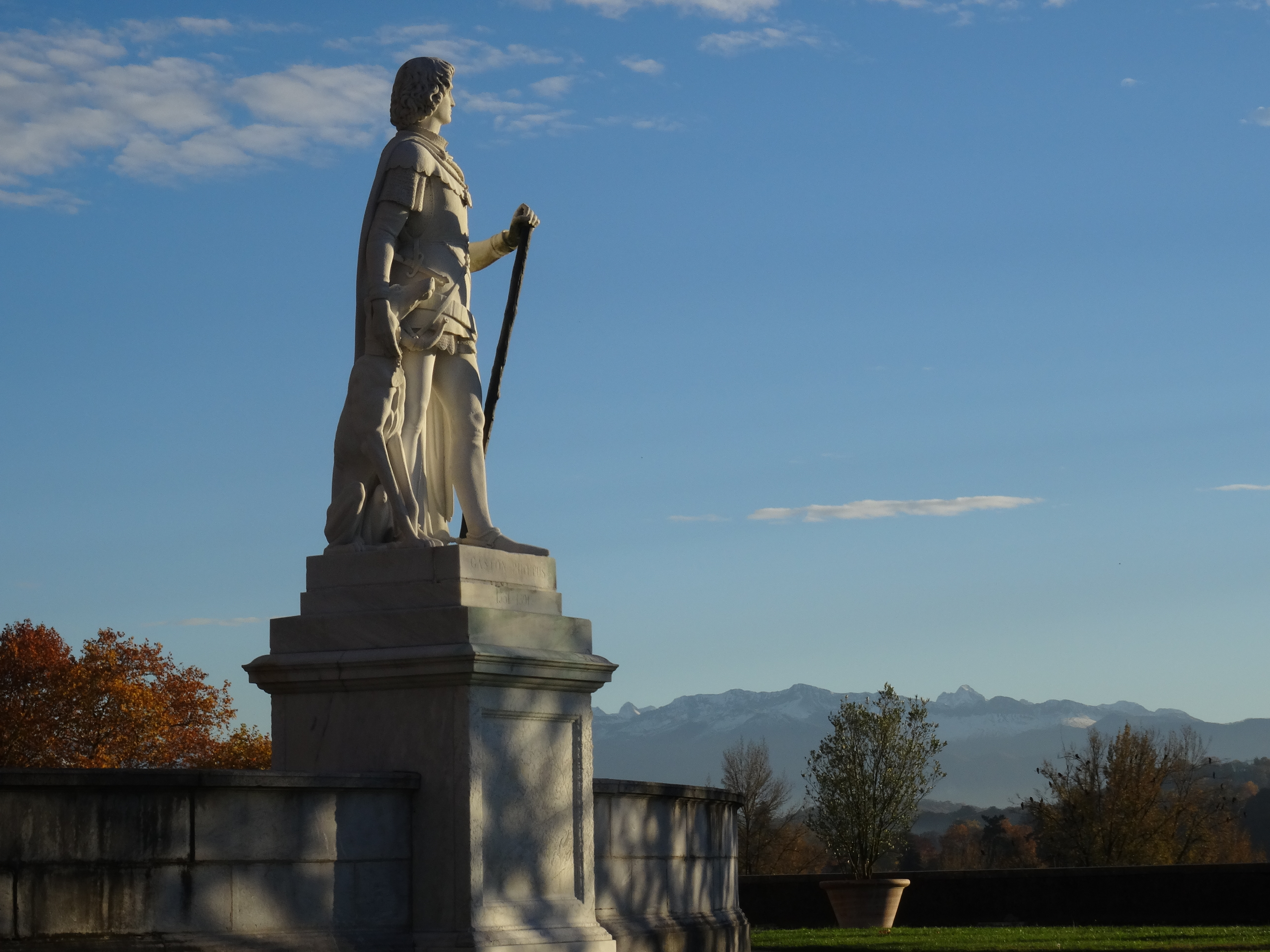
位于波城市区的富瓦-贝阿恩的加斯东三世雕像

位于比利牛斯山口的波城北接长桥平原，南连奥索谷，是控制南北交流的战略要地，早在古罗马时期就已出现人类活动。莱斯卡尔主教隆斯的居伊于公元12世纪初在波城修建了一处城堡，由此获得了维格里的地位，城堡附近逐渐开始形成聚落。英法百年战争期间，波城曾被富瓦家族控制。公元15世纪末，加斯東四世与纳瓦拉女王莱奥诺尔联姻并迁至波城居住，使其成为了一个政治中心。1589年，贝阿恩国王亨利四世与法兰西王后玛格丽特联姻，贝阿恩至此成为法兰西王国的土地，波城成为贝阿恩行省的首府，法国大革命结束后成为下比利牛斯省的省会。20世纪初，波城附近的温泉得到大量开发，由此吸引了大批来自英国和俄国的贵族前往疗养度假，波城成为法国重要的旅游城市。二战后，波城因其相对较偏的地理位置而驻扎了大批法国军工企业，同时其附近发现的气田也使得波城的化工工业得到发展。2011年，波城获得由法国文化部授予的艺术与历史之城的称号。

## 地理

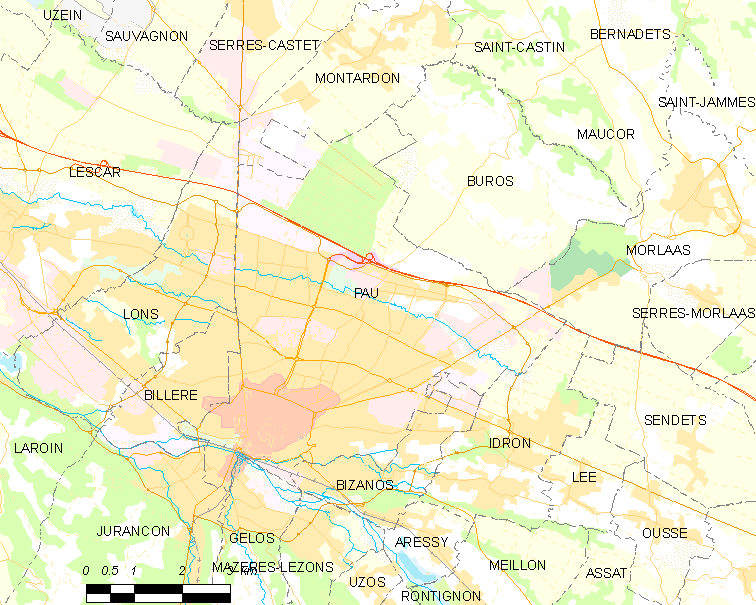
波城市镇范围地图

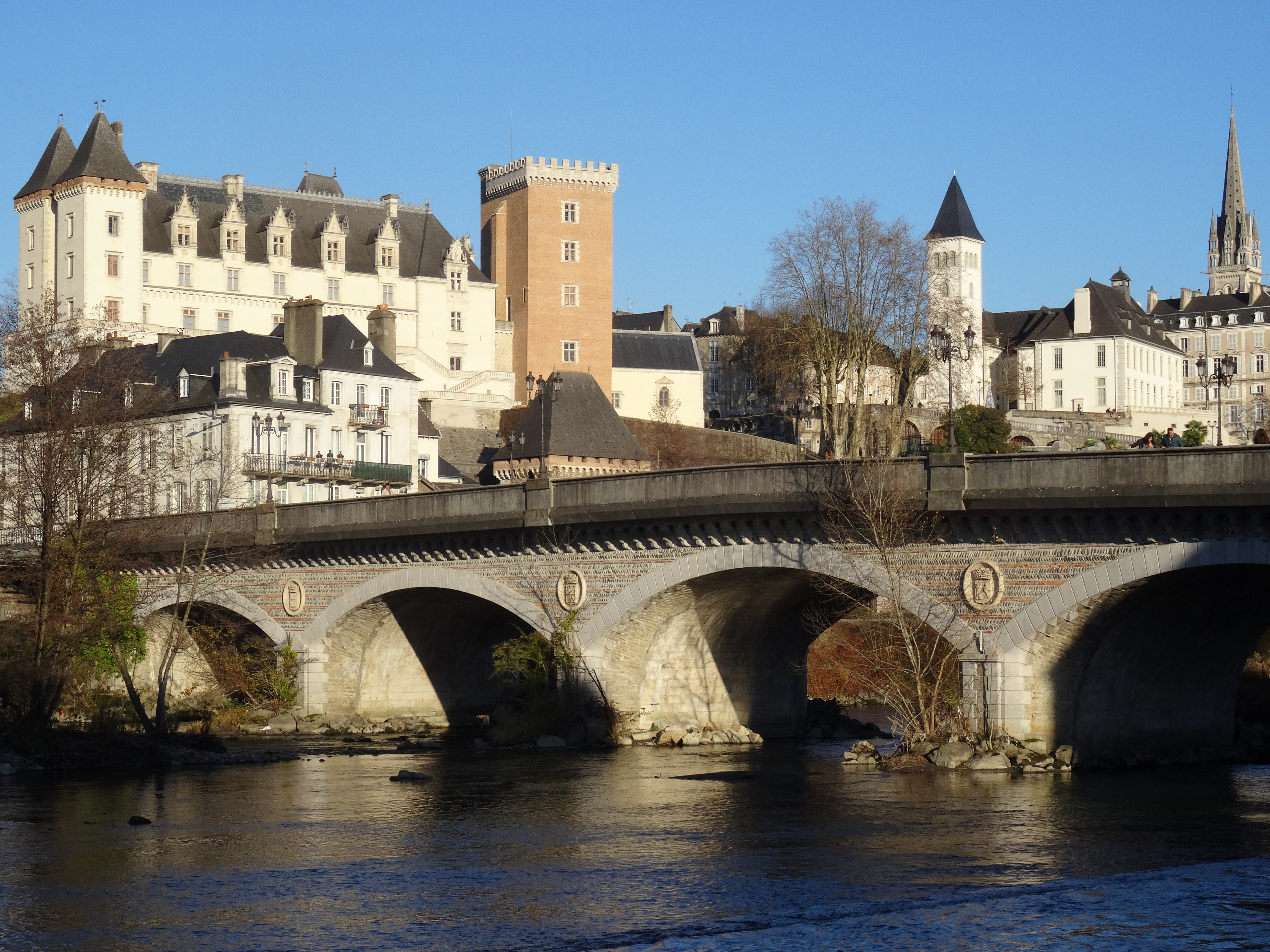
位于波河上的七月十四日大桥

波城位于法国西南部，新阿基坦大区的南部和大西洋比利牛斯省的东部，距离大区首府波尔多大约217公里。与波城接壤的市镇包括：比罗斯、比耶尔、比扎诺斯、热洛斯、伊德龙、瑞朗松、隆斯、蒙塔尔东、莫尔拉斯、马泽尔-勒宗。

### 地形
波城位于阿基坦盆地与比利牛斯山的过渡地带，市区地势自北向南略有抬升，其中波河右岸由明显的河流侵蚀痕迹，高差较大，设有为克服高差而建的人行缆车，全境海拔在165至245米之间。

### 地质
波城附近地表多为现代沉积物，适宜大部分农作物生长。其中波城市区部分的已基本被人工建筑物覆盖。

### 水文
波河自东向西呈流经波城市区南部，平均宽度在20米至80米之间，属于阿杜尔河支流。

### 植被
波城属于亚热带和温带落叶林的交汇地区，市区内的绿地公园主要分布在波河两岸和火车站北部的“博蒙公园”（Parc de Beaumont）内。
在鲜花城市的评比中，波城被评为4星级鲜花城市。

### 气候
波城在柯本气候分类法中属于带有地中海特征的温带海洋性气候，夏暖冬凉，雨热不同期，冬季受比利牛斯山焚风影响，气温可能高于其它同纬度地区。
波城市区西北郊的于赞设有气象站，以下为该气象站的数据：
| 于赞气象站1981–2010年数据                  | 于赞气象站1981–2010年数据 | 于赞气象站1981–2010年数据 | 于赞气象站1981–2010年数据 | 于赞气象站1981–2010年数据 | 于赞气象站1981–2010年数据 | 于赞气象站1981–2010年数据 | 于赞气象站1981–2010年数据 | 于赞气象站1981–2010年数据 | 于赞气象站1981–2010年数据 | 于赞气象站1981–2010年数据 | 于赞气象站1981–2010年数据 | 于赞气象站1981–2010年数据 | 于赞气象站1981–2010年数据 |
| 月份                                       | 1月                       | 2月                       | 3月                       | 4月                       | 5月                       | 6月                       | 7月                       | 8月                       | 9月                       | 10月                      | 11月                      | 12月                      | 全年                      |
| ------------------------------------------ | ------------------------- | ------------------------- | ------------------------- | ------------------------- | ------------------------- | ------------------------- | ------------------------- | ------------------------- | ------------------------- | ------------------------- | ------------------------- | ------------------------- | ------------------------- |
| 历史最高温 °C（°F）                        | 24.5 (76.1)               | 27.8 (82.0)               | 31.0 (87.8)               | 30.8 (87.4)               | 34.1 (93.4)               | 38.1 (100.6)              | 39.2 (102.6)              | 39.9 (103.8)              | 36.3 (97.3)               | 34.0 (93.2)               | 27.1 (80.8)               | 27.2 (81.0)               | 39.9 (103.8)              |
| 平均高温 °C（°F）                          | 11.0 (51.8)               | 12.2 (54.0)               | 15.2 (59.4)               | 16.8 (62.2)               | 20.5 (68.9)               | 23.6 (74.5)               | 25.8 (78.4)               | 25.9 (78.6)               | 23.8 (74.8)               | 19.8 (67.6)               | 14.3 (57.7)               | 11.6 (52.9)               | 18.4 (65.1)               |
| 日均气温 °C（°F）                          | 6.5 (43.7)                | 7.3 (45.1)                | 10.0 (50.0)               | 11.9 (53.4)               | 15.6 (60.1)               | 18.7 (65.7)               | 20.6 (69.1)               | 20.7 (69.3)               | 18.2 (64.8)               | 14.7 (58.5)               | 9.8 (49.6)                | 7.2 (45.0)                | 13.5 (56.3)               |
| 平均低温 °C（°F）                          | 2.1 (35.8)                | 2.5 (36.5)                | 4.8 (40.6)                | 6.9 (44.4)                | 10.7 (51.3)               | 13.8 (56.8)               | 15.5 (59.9)               | 15.5 (59.9)               | 12.6 (54.7)               | 9.6 (49.3)                | 5.3 (41.5)                | 2.7 (36.9)                | 8.5 (47.3)                |
| 历史最低温 °C（°F）                        | −14.8 (5.4)               | −15.0 (5.0)               | −8.9 (16.0)               | −6.0 (21.2)               | −1.3 (29.7)               | 3.6 (38.5)                | 1.5 (34.7)                | 1.7 (35.1)                | −1.0 (30.2)               | −4.2 (24.4)               | −9.6 (14.7)               | −12.6 (9.3)               | −15.0 (5.0)               |
| 平均降水量 mm（）                          | 94.4 (3.72)               | 83.3 (3.28)               | 85.9 (3.38)               | 112.4 (4.43)              | 98.8 (3.89)               | 77.2 (3.04)               | 56.7 (2.23)               | 67.5 (2.66)               | 78.9 (3.11)               | 99.7 (3.93)               | 116.9 (4.60)              | 98.2 (3.87)               | 1,069.9 (42.12)           |
| 平均降水天数（≥ 1.0 mm）                   | 11.5                      | 10.3                      | 10.4                      | 13.1                      | 12.8                      | 9.7                       | 7.9                       | 8.3                       | 8.5                       | 11.1                      | 10.9                      | 11.0                      | 125.4                     |
| 平均相對濕度（％）                         | 83                        | 80                        | 77                        | 78                        | 78                        | 78                        | 78                        | 80                        | 80                        | 83                        | 83                        | 84                        | 80.2                      |
| 月均日照時數                               | 104.8                     | 121.1                     | 164.6                     | 165.6                     | 185.8                     | 195.7                     | 207.8                     | 203.7                     | 183.8                     | 143.9                     | 104.6                     | 95.9                      | 1,877.2                   |
| 来源1：法国气象局（Météo France）          |                           |                           |                           |                           |                           |                           |                           |                           |                           |                           |                           |                           |                           |
| 来源2：Infoclimat.fr (humidity, 1961–1990) |                           |                           |                           |                           |                           |                           |                           |                           |                           |                           |                           |                           |                           |

## 行政区划
波城是法国新阿基坦大区大西洋比利牛斯省的一个市镇，编号为64445，它也是大西洋比利牛斯省的省会。波城下辖波城区，隶属于大西洋比利牛斯省第二选区，管理波城第一县、第二县、第三县和第四县，同时也是波城城市圈公共社区的办公驻地。
法国国家统计与经济研究所（简称）在进行数据统计时，将波城及相邻另外52个市镇设为波城城市核心区，并将包括波城在内的周边共167个市镇划为波城城市区。自2020年起，波城城市区被包含228个市镇的波城城市辐射区代替。此外，还将波城市镇分为了32个“块区”（IRIS），以便于统计人口分布情况。

## 交通

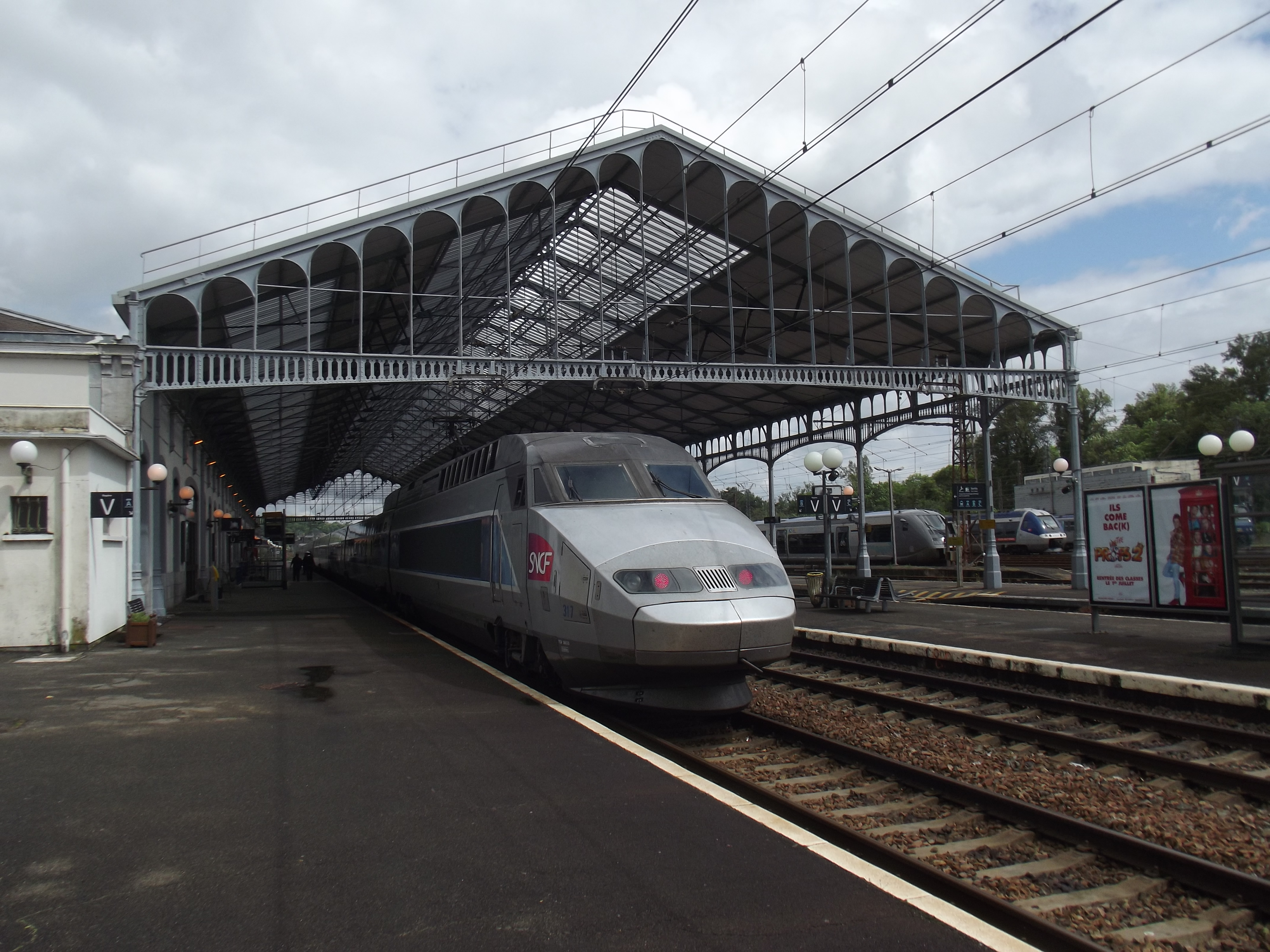
波城火车站内停靠的一列高速列车

### 公路
法国国家A64号高速公路经过波城北部，并通过10号出入口与市区连接，另有多条大西洋比利牛斯省省道在波城交汇。
新阿基坦大区公共交通下属多条经过波城的常规或学生巴士线路，可连接蒙德马桑、阿让、欧什等城市及波城周边主要市镇。
2018年，61.6%的波城居民拥有至少一辆私人汽车；2019年，波城境内共发生各类交通事故187起，造成1人遇难，220人受伤。

### 铁路
波城位于图卢兹－巴约讷铁路上，该铁路全线完成电气化，大部分路段为复线铁路。此外，波城也是波城－孔弗朗铁路的起点。波城火车站是波城市区内唯一的客运铁路车站，该站每天停靠连接巴黎和塔布之间的TGV列车，连接图卢兹和巴约讷之间的城际列车和前往伯杜、巴约讷、达克斯和波尔多等地的区域列车。2018年，波城站累计发送旅客数量72.5万人次。

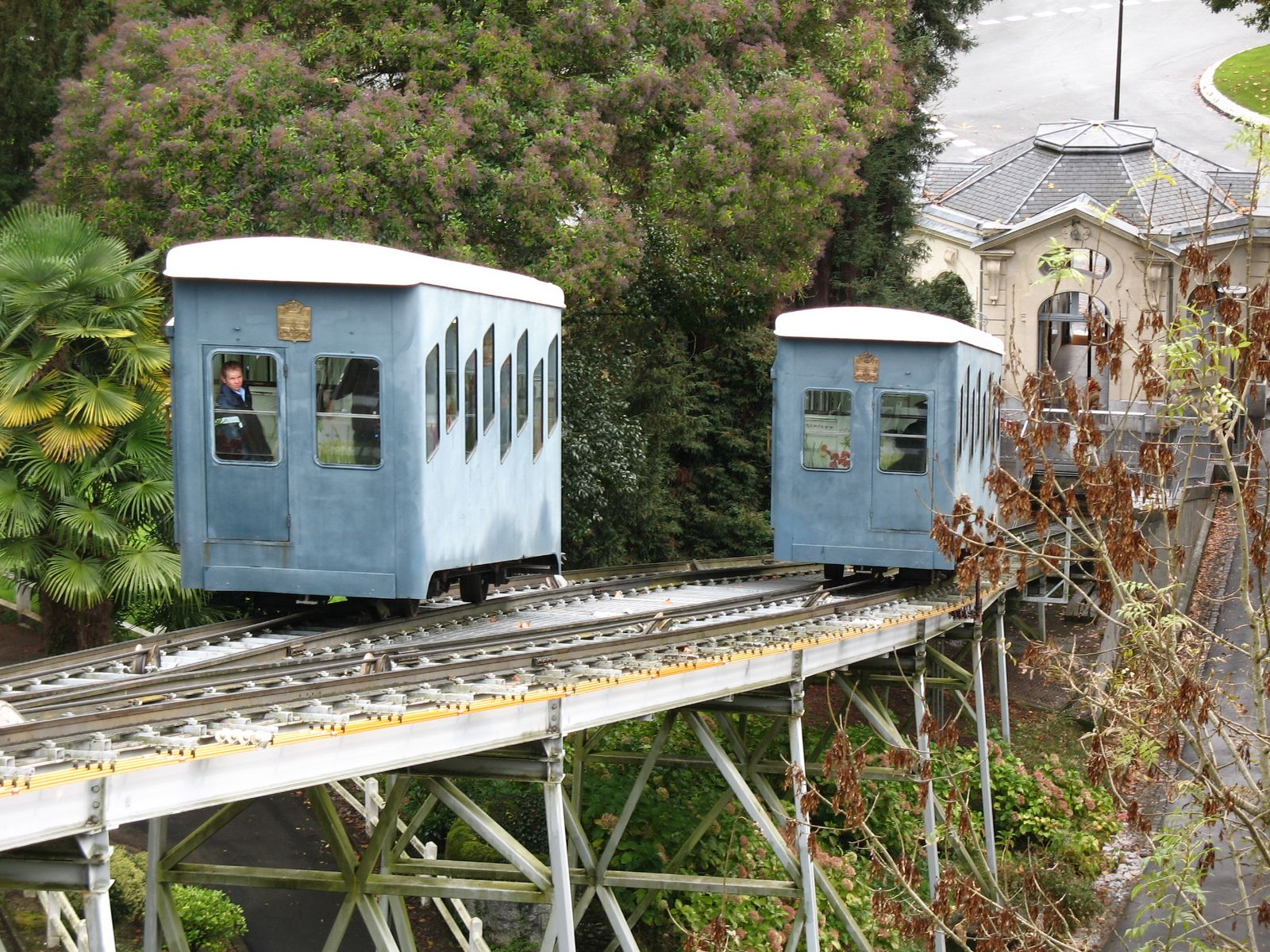
波城缆车

### 航空
波城比利牛斯机场位于波城市区西北部，是一个区域性的航空枢纽，开行前往巴黎、马赛、里昂、斯特拉斯堡、南特、阿雅克肖等地的固定航线。

### 城市公共交通
波城城市公共交通（商业名称为）是当地的城市公共交通系统，由波城公共交通局直接管理，下辖各类常规公交线路共计16条，其线路网覆盖了整个波城城市圈公共社区以及相邻的一些市镇。大容量公交线路已于2019年9月投入商业运营。
波城缆车连接波城火车站和波城老城，全年免费向公众开放，亦被认作是波城城市公共交通的一部分。

## 政治

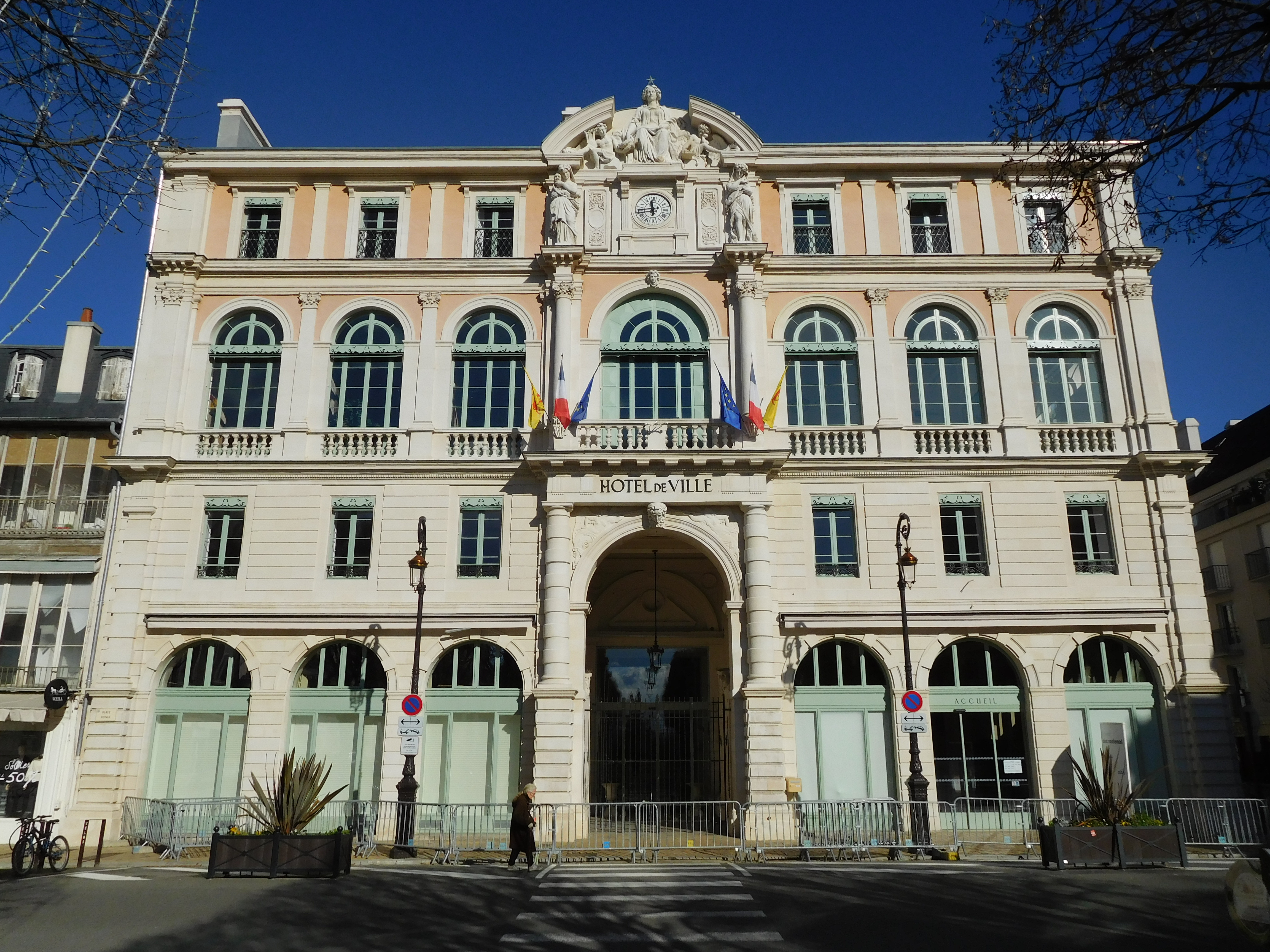
波城市政厅

现任波城市长为弗朗索瓦·贝鲁先生，他也是民主运动的主席，在2020年的市政选举中获得55.46%的支持率。
| 波城历届市长   |                    |               |
| 任期           | 市长               | 党派          |
| 1944年－1947年 | 亨利·拉皮亚德      | RAD激进党     |
| 1947年－1971年 | 路易·萨勒纳夫      | 中间偏右      |
| 1971年－2006年 | 安德烈·拉巴雷尔    | PS社会党      |
| 2006年－2008年 | 伊夫·于列塔        | PS社会党      |
| 2008年－2014年 | 马蒂娜·利尼埃-卡苏 | PS社会党      |
| 2014年－       | 弗朗索瓦·贝鲁      | MoDem民主运动 |

在2017年法国大选的第一轮和第二轮选举中，法国现任总统马克龙在波城分别获得了29.95%和78.96%的支持率，均居所有候选人首位。

## 经济
波城为一个区域性的经济中心，波城贝阿恩工商会的驻地。得益于1951年发现的拉克气田，能源工业成为了波城的主要经济支柱之一。在当地设有分支的企业包括道达尔、斯伦贝谢、特雷加等，其中道达尔在波城开设有让-费热尔科技中心，是法国本土首个石油能源研发中心。
截至2021年5月，波城境内共有各类用人单位14,294家，平均历史为17年，其中98.72%为中小型企业（PME）。（交通）、（大型零售）及（汽车销售）是当地2019年营业额最高的三个企业，分别为500,410,660欧元、113,271,750欧元和71,395,470欧元。

### 财政收入
2019年，波城的财政收入总额为107,002,000欧元，财政支出总额为96,543,700欧元，当年的债务总额为86,462,800欧元。2020年，波城共获得15,722,958欧元的国家财政补助，与上一年基本持平。
2017年，波城的人均月收入总额为2,216欧元，其中高级职员为4,069欧元，低于法国平均水平（4,214欧元）；中级职员为2,293欧元，低于法国平均水平（2,353欧元）；普通职员为1,604欧元，亦低于法国平均水平（1,690欧元）。
2017年，波城境内的青壮年（15至64岁）失业率为19.2%，当地47.8%的家庭拥有纳税资格，平均纳税3,281欧元，低于法国平均水平（3,888欧元）。

## 人口
2018年，波城市镇人口数量为76,275，在法国排名第64位。其中男性35,885人，女性41,245人，75岁及以上人口占10.7%，外籍人口数量为25,283人，人口密度为2,421人/平方公里，当地居民被称为（男性）或（女性）。2019年，波城境内出生753人，死亡人口835人。
| 年份   | 1936   | 1946   | 1954   | 1962   | 1968   | 1975   | 1982   | 1990   | 1999   | 2006   | 2012   | 2016   | 2018   |
| ------ | ------ | ------ | ------ | ------ | ------ | ------ | ------ | ------ | ------ | ------ | ------ | ------ | ------ |
| 人口數 | 40,451 | 46,158 | 48,320 | 59,937 | 74,005 | 83,498 | 83,790 | 82,157 | 78,732 | 83,903 | 78,506 | 77,251 | 76,275 |

## 社会事务

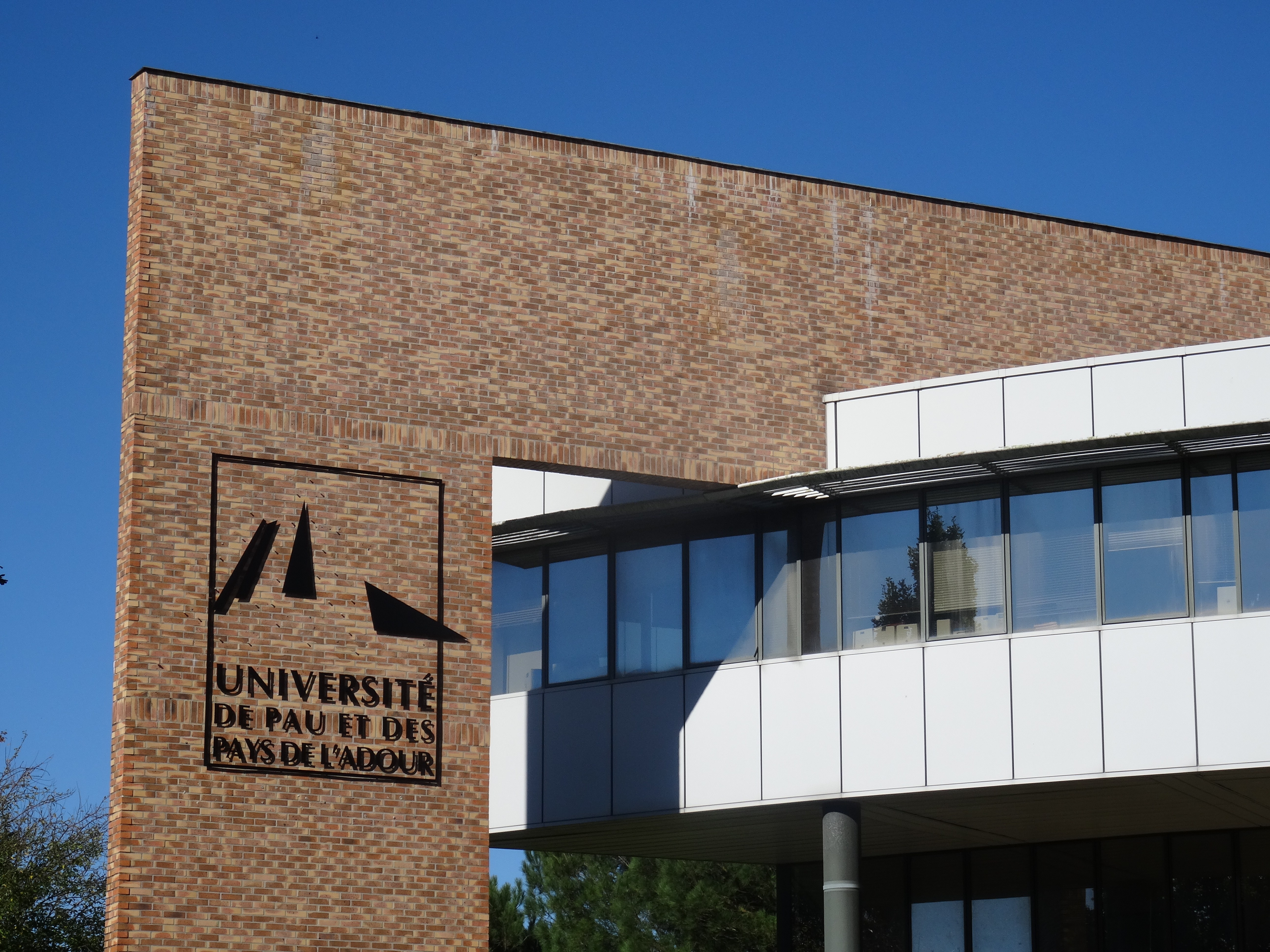
波城大学

### 教育
波城属于波尔多学区。截止2018年底，波城境内共有10所幼儿园、29所小学、9所初级中学、5所普通高中和7所职业高中，其中4所高中开设大学校培训班；另有4处卫生学校或职业培训中心。2018－2019年学年度，波城境内中等阶段在校学生总人数为9,547人。
波城大学，全名为“波城-阿杜尔河地区大学”，是法国的一所综合性公立大学，成立于1972年，是阿基坦院校联盟成员，下属多个校区，其中波城校区位于波城市中心，三个学院在此授课；国立高等工程技术学校是法国205所工程师大学校之一，波城商业高等教育集团是地方性的商学院，比利牛斯高等艺术学校为法国公立艺术院校，此外法国国际情报处理科学学校在波城设有校区。

### 医疗
截止2019年1月1日，波城境内共有全科医生80名、保健师150名、牙医83名、护士194名、耳科医生8名、眼科医生22名、皮肤科医生22名、助产士15名、儿科医生8名和妇科医生16名。境内共有药房38家、养老院15家、残疾人帮扶中心5家。
波城中心医院（Centre hospitalier de Pau）是法国的一个区域性医疗机构，其中主病区位于波城北郊，共设有床位838个，是当地规模最大的公立综合性医院。。

### 住房
2017年，波城境内共有各类住房52,902套，其中17.2%为独立式居民区，81.8%为集中式居民区。常住房屋占波城市镇范围内居民建筑总量的80.7%。
在住房保障政策方面，2017年，波城境内共有16,476户家庭获得了住房经济补助，受益人数占总人口数量的21.4%，其中16,101份为房租补助。

### 商业
2019年，波城境内共有各类实体商铺2,193家，其中餐厅427家、大型超市17家、杂货店44家、面包房67家、肉铺45家、书店33家、装饰品店7家、银行门店73家、美容美发店150家、汽车维修店61家，个体性的商铺主要位于波城市中心，而波城市区东部的高速公路出入口附近则有大型商场分布。

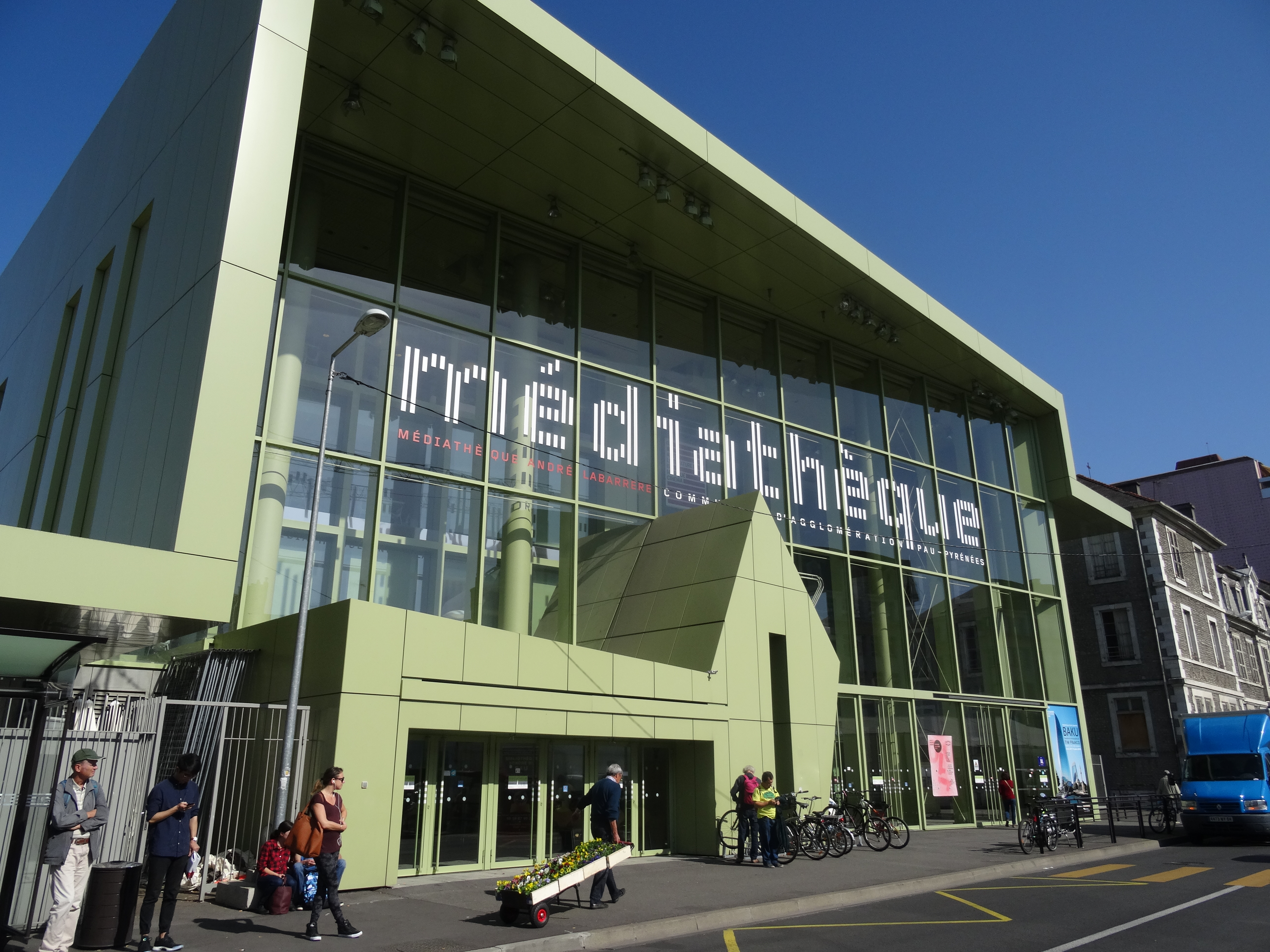
波城图书馆

### 体育
2019年，波城境内共有3家游泳池、16间体育馆、2座综合体育场、24处网球场、4处马术场、17处足球或橄榄球场以及14处篮球或排球场。波城赛车大奖赛成立于1900年，是一项国际性的赛车比赛。长桥跑马场面积40公顷，是法国第二大跑马场。
波城橄榄球俱乐部成立于1902年，曾三次获得法国橄榄球甲级联赛冠军，其主场阿莫体育场是一个综合性的体育中心。
波城-拉克-奥尔泰兹篮球俱乐部成立于1908年，现参加法国篮球甲级联赛，曾获得该项目9次冠军和4次亚军，并获得1984年科拉奇杯（现欧洲杯篮球赛）的总冠军。
截至2021年5月，波城境内共有18家注册足球俱乐部。其中波城足球俱乐部是当地的代表性足球俱乐部，成立于1904年，2020至2021赛季参加法国足球乙级联赛；波城圣母莱布鲁埃（Les Bleuets Notre-Dame de Pau）则在2021至2022赛季参加新阿基坦大区足球联赛。
1856年成立的波城高尔夫球俱乐部是欧洲大陆历史最悠久的高尔夫俱乐部。

### 环境
波城境内的环境和可持续发展事务由波城城市圈公共社区负责。2015年，波城市区内共有5家污染企业，当年的一氧化碳浓度为340µg/m³、二氧化氮浓度为32µg/m³、悬浮颗粒物（PM10）22µg/m³，均略高于法国平均水平。

### 治安
波城市区内共有一个派出所、一个国家宪兵队和一个消防站。
2014年，波城及其附近地区共发生各类案件7,070起，其中盗窃类案件4,738起，经济类案件736起，毒品交易和运输案件239起。

## 文化
2019年，波城境内共有3家剧场、3家电影院、4家博物馆和1家音乐厅，其中波城美术博物馆是阿基坦地区的第二大博物馆。

### 建筑
波城是法国艺术与历史之城，境内共有94处法国国家文物保护单位。其中波城城堡位于波城市中心，是法国首批国家级文物保护单位，亦是波城的标志性旅游景点，现开辟为博物馆。

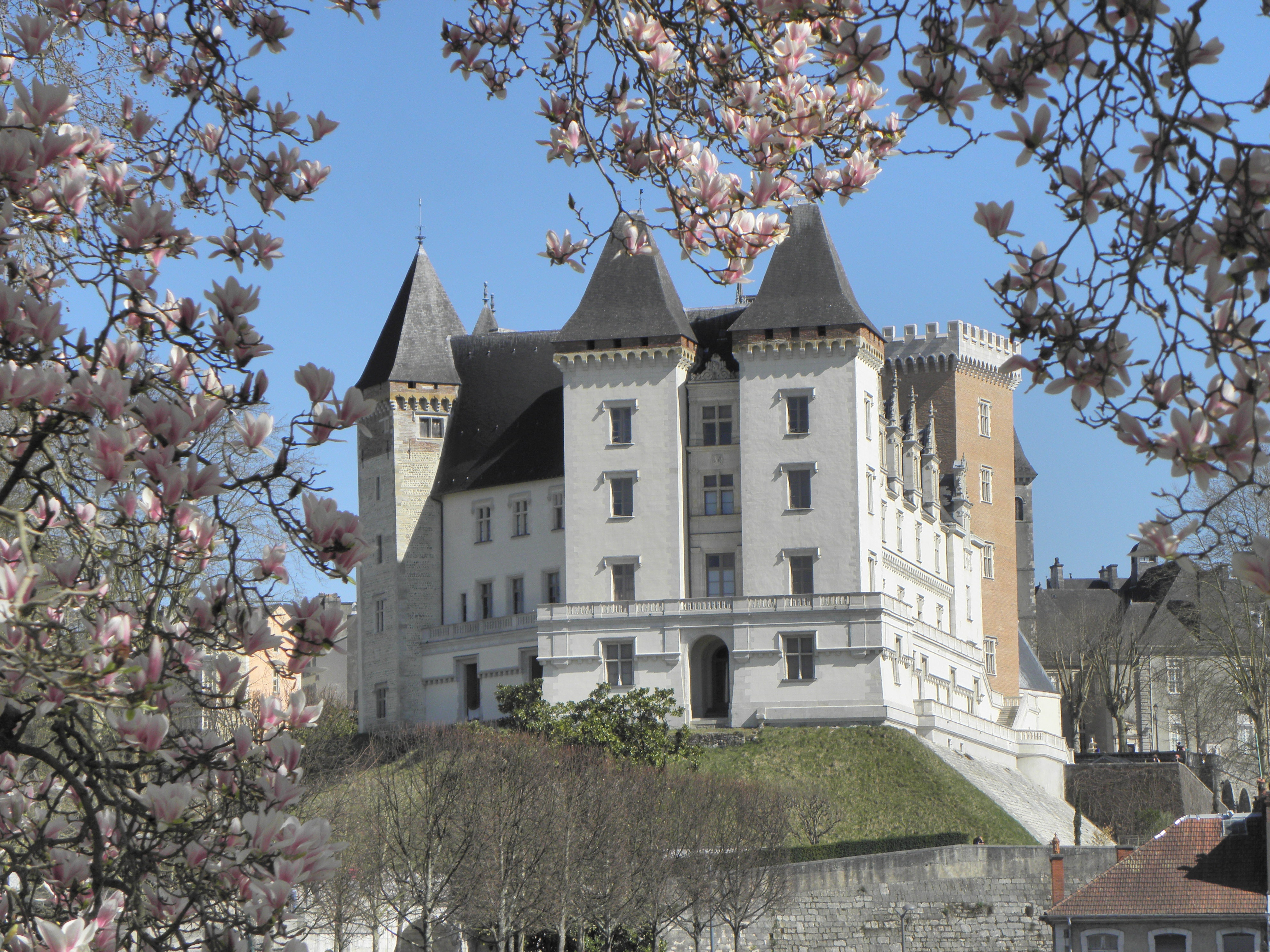
波城城堡
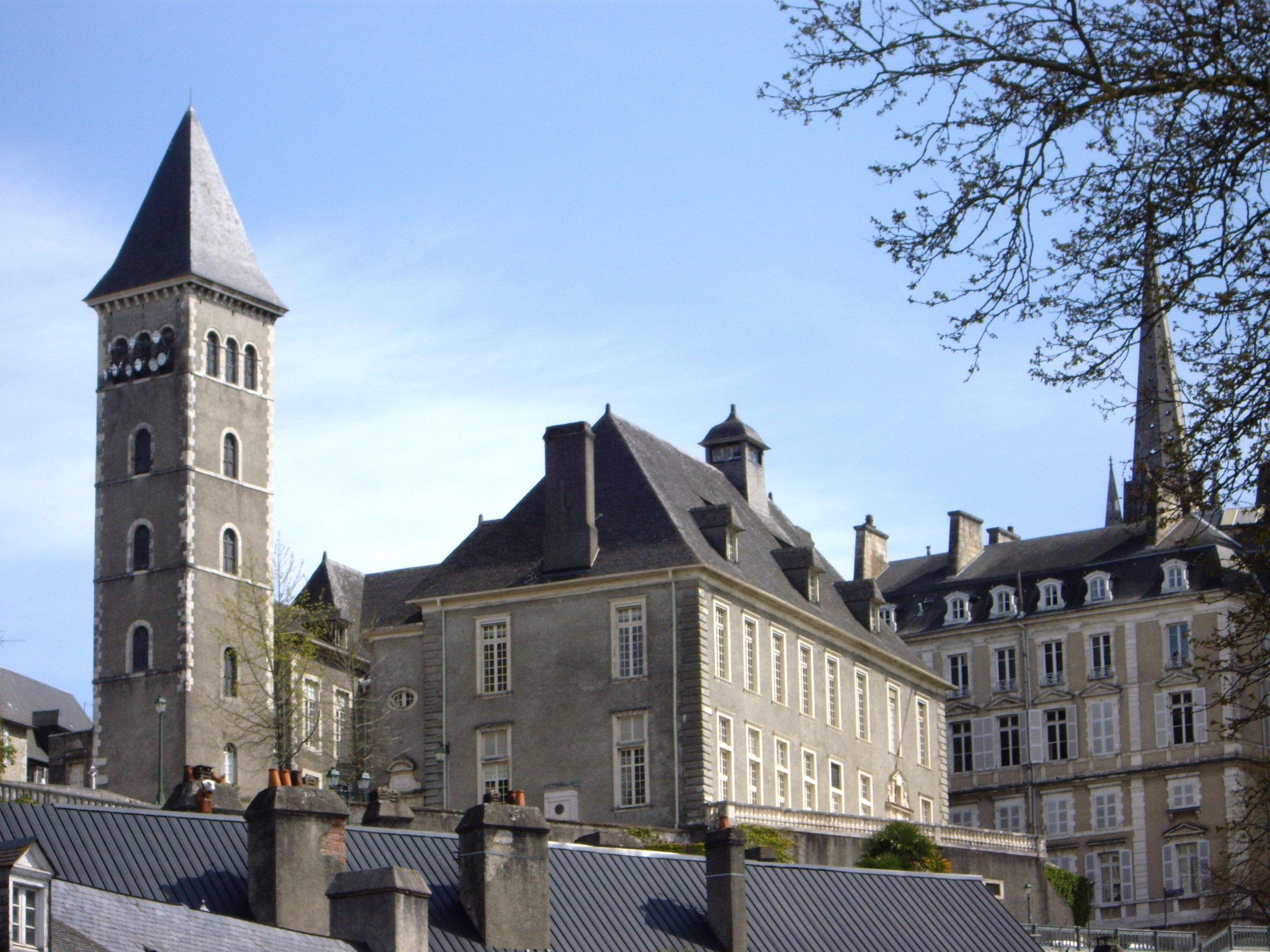
纳瓦拉议会宫
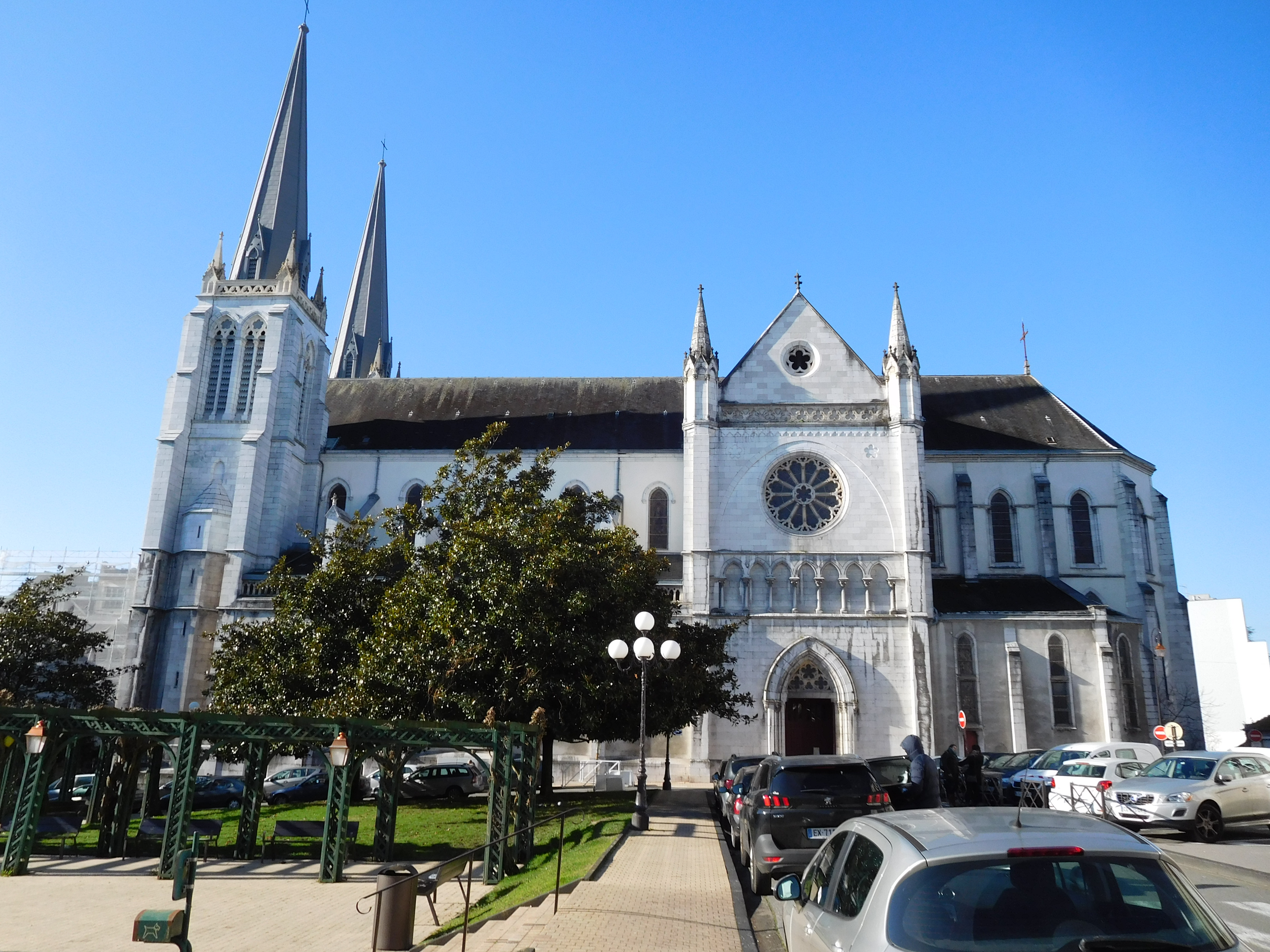
圣雅各伯堂 (波城)
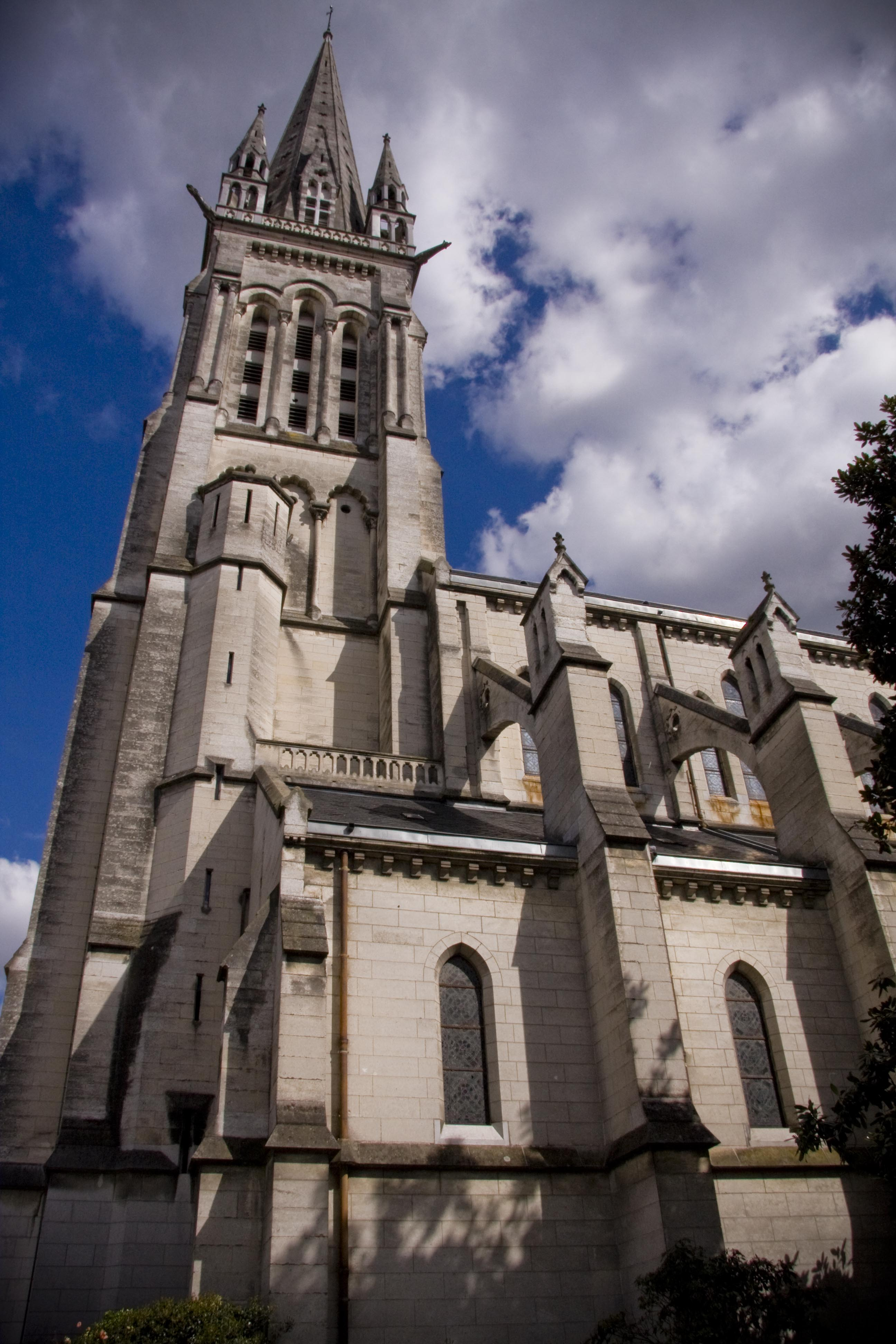
圣玛尔定堂 (波城)
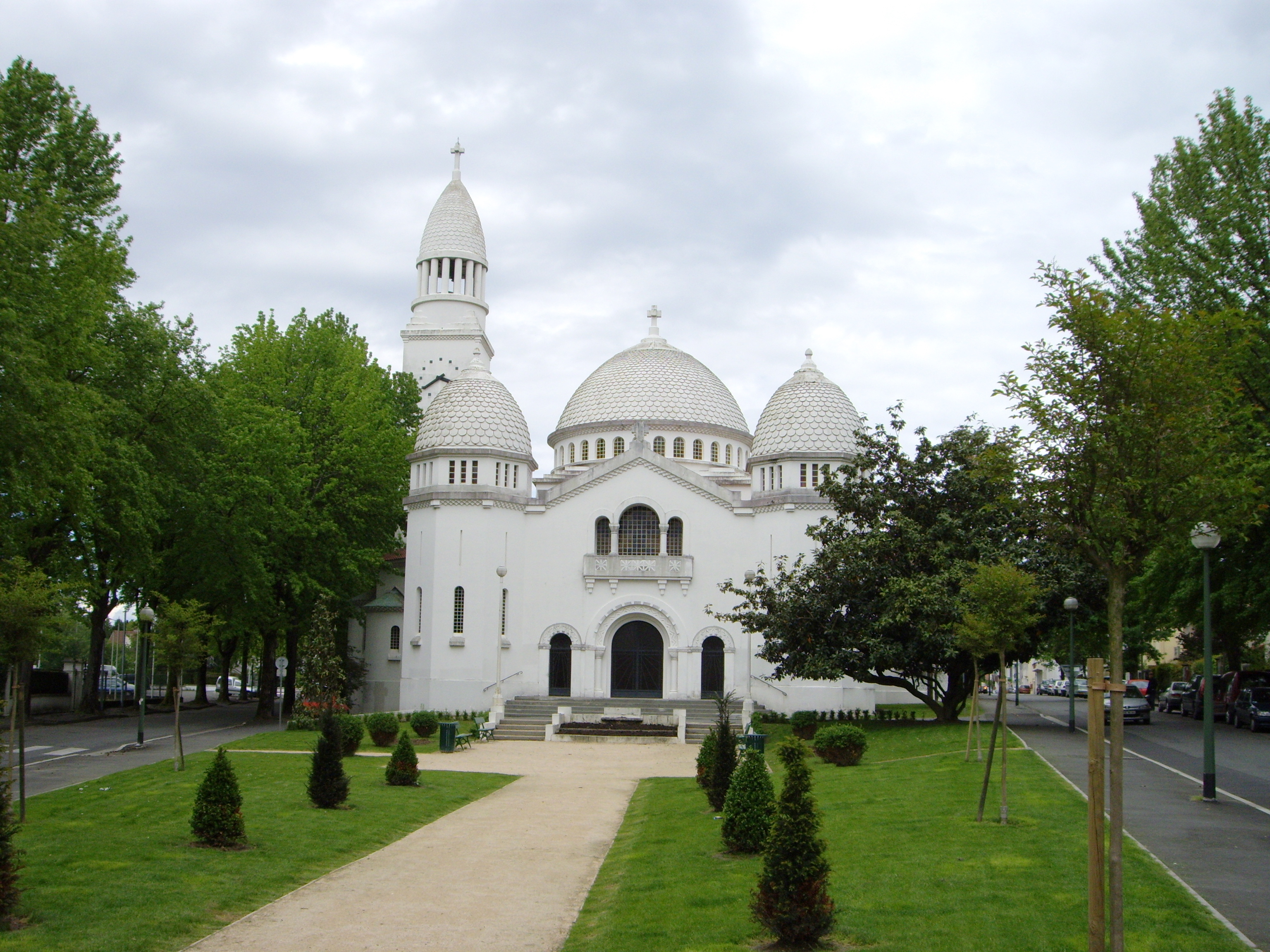
圣若瑟堂 (波城)
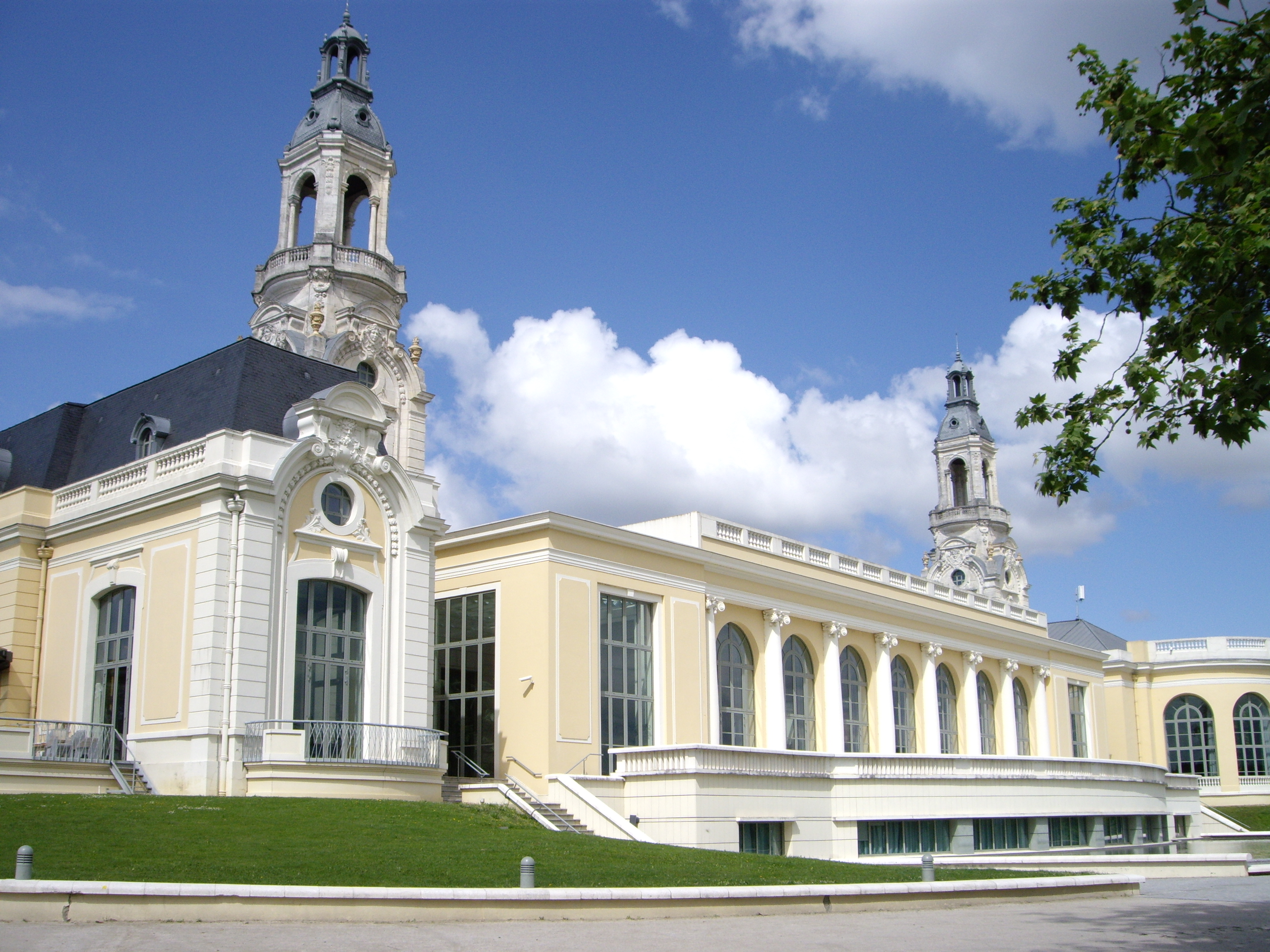
博蒙宫
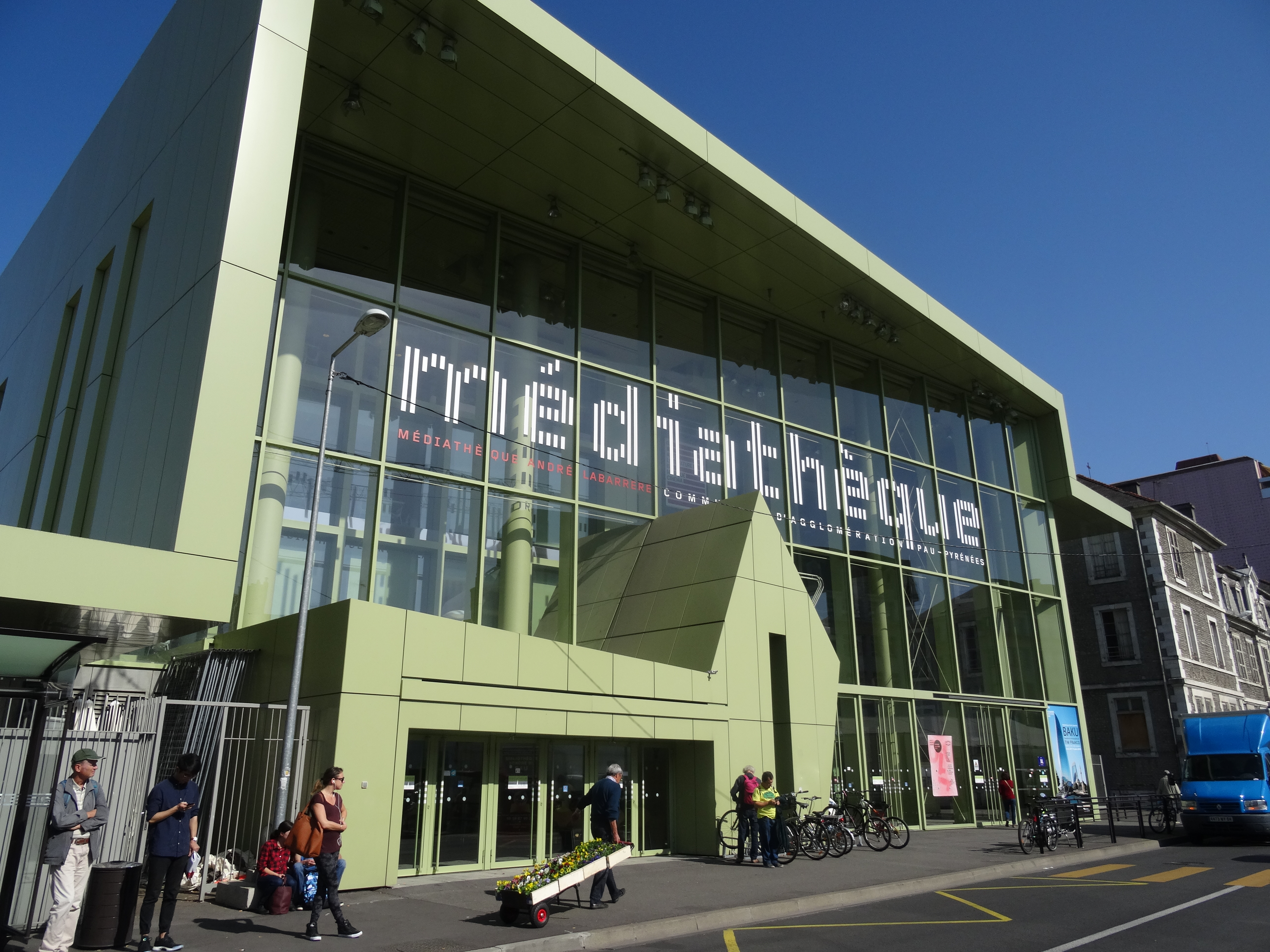
多媒体中心

### 旅游

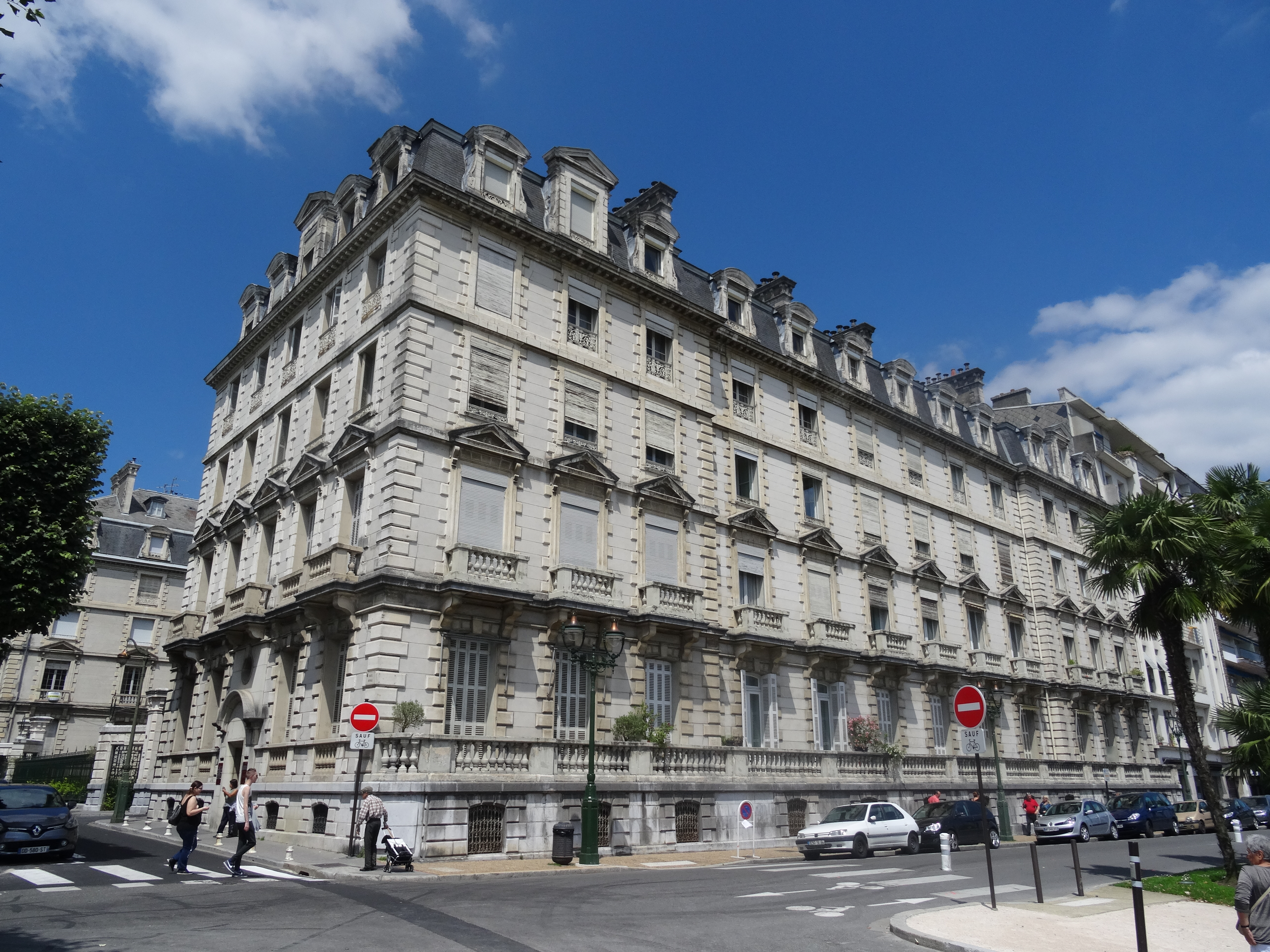
法兰西酒店

截止2018年1月1日，波城境内设有1处旅游接待中心（Office de Tourisme）和23家宾馆共计990间房间。

### 媒体
法国本土主要的国家性电视台和广播电台在波城均可接收，其中法国电视三台下属的新阿基坦大区频道在部分时段播放地区新闻。

### 语言
波城历史上通用贝阿恩方言，现已极少使用，并被列为濒危语言。

## 相关人物
纳瓦拉国王弗朗索瓦·费比斯、王后胡安娜三世、法兰西国王亨利四世、瑞典国王卡尔十四世·约翰、演员尼古拉·卡扎莱、皮划艇运动员托尼·埃斯唐盖和歌手Vianney出生于波城。

## 友好城市
波城与以下城市互为友好城市：

| - 西班牙 萨拉戈萨（1970年） - 美国 莫比尔（1975年） - 義大利 皮斯托亚（1975年） - 日本 甲府市（1977年） | - 斯旺西（1982年） - 德国 格丁根（1983年） - 达洛亚省（1984年） - 中国 西安（1986年） |